# مشاع رضا شیبانی
مشاع رضا شیبانی، روستایی از توابع دهستان گنج‌آباد بخش اسماعیلی شهرستان جیرفت در استان کرمان ایران است.

## جمعیت
این روستا در دهستان گنج‌آباد قرار دارد و براساس سرشماری مرکز آمار ایران در سال ۱۳۸۵، جمعیت آن ۱۷ نفر (۶ خانوار) بوده‌است.